# 영덕대교
영덕대교(盈德大橋)는 대한민국의 경상북도 영덕군 영덕읍 연결하는 오십천의 다리이다. 국도 제34호선(영덕로)의 시점, 종점 구간이기도 하다. 현재 영덕군의 농어촌버스 장사방면이 있다.